# General Electric YF120
O General Electric YF120 foi um motor a jato desenvolvido pela GE no final dos anos 80 para o concurso Advanced Tactical Fighter da Força Aérea dos Estados Unidos, concurso esse que resultou na produção do F-22 Raptor. Enquanto o vencedor do concurso foi alimentado por um Pratt & Whitney F119, o YF120 alimentava o concorrente, o Northrop YF-23.